# Walter Pasella
Walter Pasella (Sassari, 1916 – Alfes, 26 dicembre 1938) è stato un militare italiano, decorato di medaglia d'oro al valor militare alla memoria nel corso della guerra di Spagna.

## Biografia

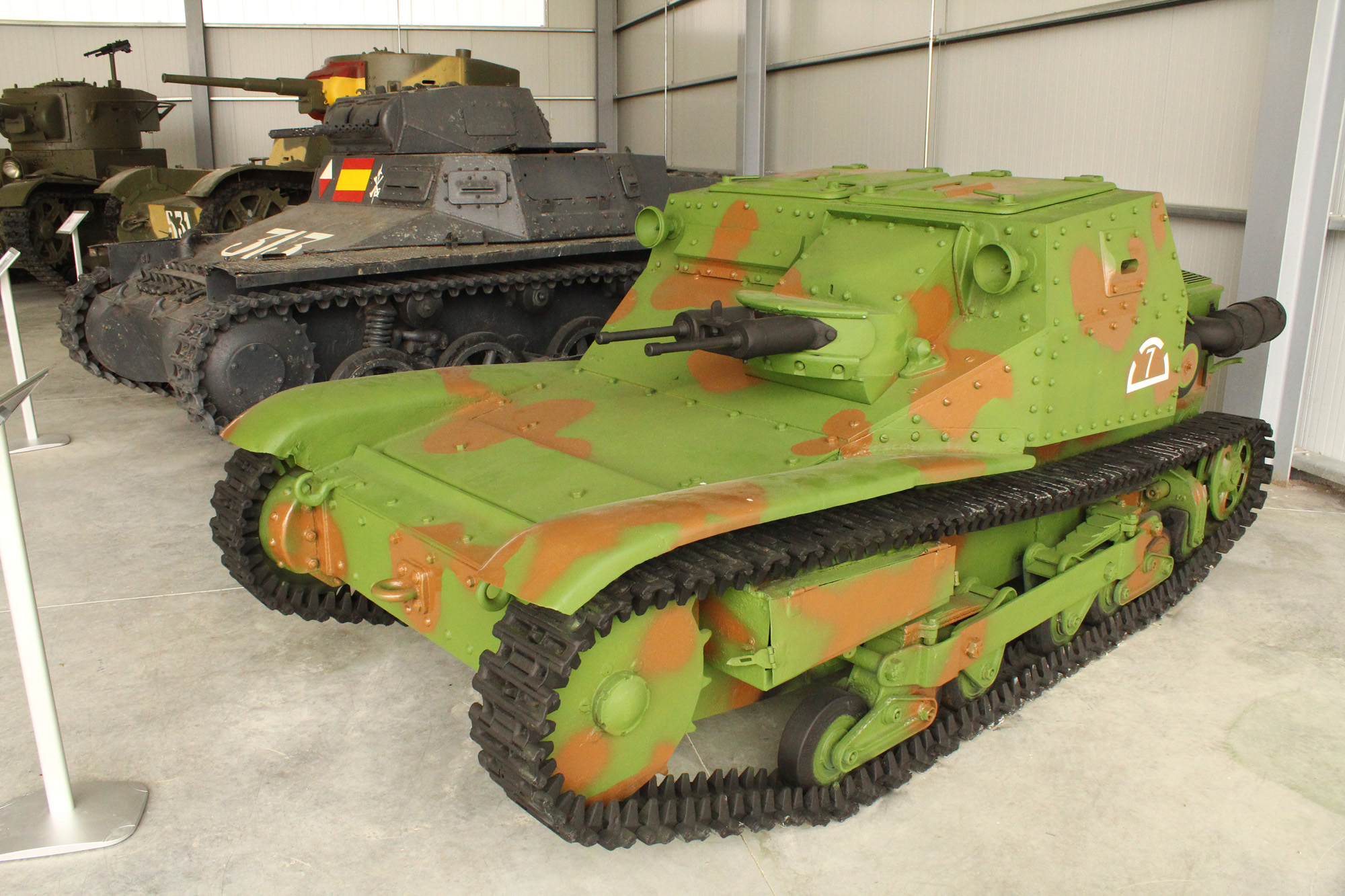
Un carro d'assalto CV35 conservato presso il Museo de Unidades Acorazadas de El Goloso, Madrid.

Nacque a Sassari nel 1916, figlio di Rodolfo e Vincenza Palino. Dopo aver conseguito il diploma di ragioniere si laureò in scienze economiche e commerciali. Organizzatore, istruttore e direttore del campo di volo a vela di Monserrato, in provincia di Cagliari, nel novembre 1935 fu chiamato, dietro sua domanda, a prestare servizio militare nel Regio Esercito venendo ammesso a frequentare il corso per allievi ufficiali di complemento presso il 94º Reggimento fanteria a Fano. Nominato aspirante nel maggio 1936 è assegnato a prestare servizio presso il reggimento carri di Bolzano. Trasferito al 2º Reggimento fanteria carrista nel mese di novembre viene trattenuto in servizio, ed il 13 gennaio 1937 parte per combattere nella guerra di Spagna in forza al Corpo Truppe Volontarie, assegnato in servizio alla 3ª Compagnia "Navalcarnero" del Raggruppamento carristi. Promosso sottotenente nel mese di luglio, prese parte all'avanzata su Malaga, alla conquista di Bilbao e a quella di Santander. Cadde in combattimento durante l'avanzata nella Catalogna ad Alfes, il 26 dicembre 1938.

### Fonti
1. 1 2 3 4 5 6 7  Combattenti Liberazione.
2. ↑   Bollettino ufficiale delle nomine, promozioni e destinazioni negli ufficiali e sottufficiali del R. esercito italiano e nel personale dell'amministrazione militare, 1940,  p. 6813. URL consultato il 12 marzo 2022.
3. ↑   Medaglie d'oro al valor militare, su Presidenza della Repubblica.
4. ↑  Registrato alla Corte dei conti addì 18 maggio 1940, registro 16 guerra, foglio 317.